# Estoniasamlingen
Estoniasamlingen är en databas, som på initiativ av Sveriges regering öppnades 2004. Inledningsvis var det Styrelsen för psykologiskt försvar som låg bakom sidan men från 2009 handhas den av Myndigheten för samhällsskydd och beredskap. Databasens syfte är att minnas de 852 personer som omkom i Estoniakatastrofen 1994. I databasen finns handlingar och dokument från exempelvis Statens haverikommission, Sjöfartsverket, polisen, åklagarmyndigheten i Stockholm, Statens kulturråd och anhörig- och överlevandeorganisationer. Därtill finns material från olika utredningar, så som Analysgruppen för granskning av Estoniakatastrofen och dess följder.